# Villa Nova (Alexisbad)

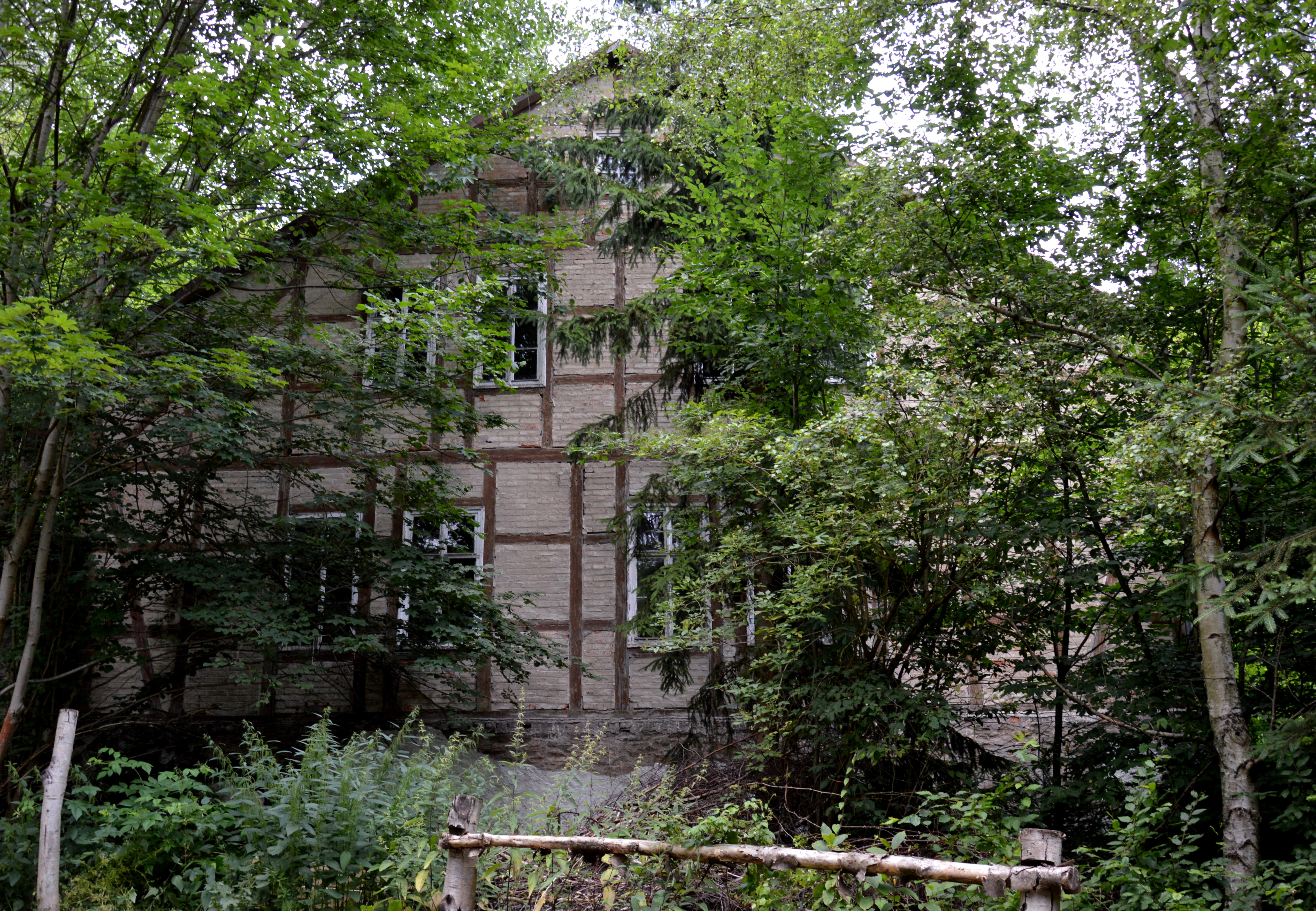
Villa Nova, Südseite, 2017

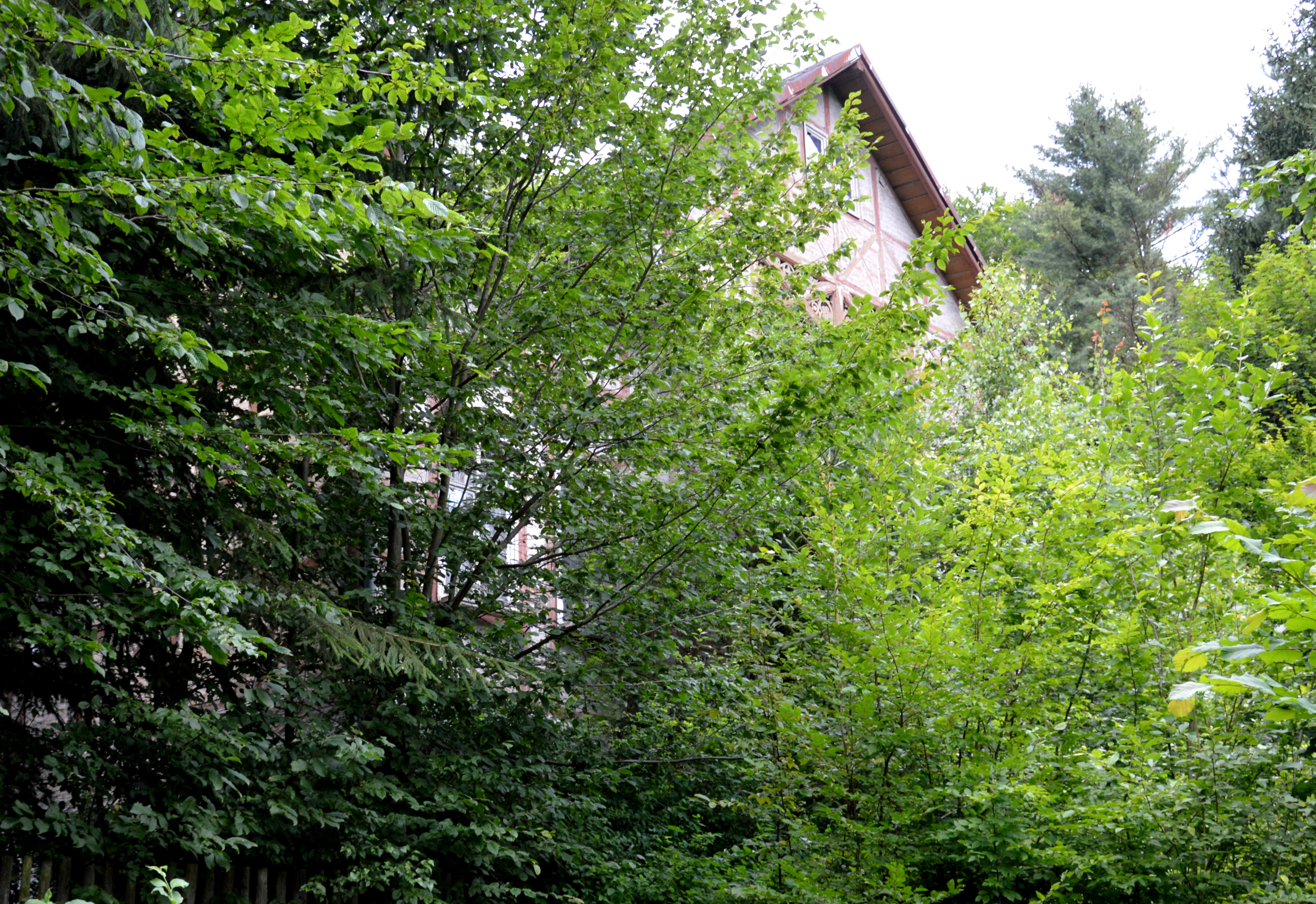
Frontseite

Die Villa Nova ist eine denkmalgeschützte Villa im Ortsteil Alexisbad der Stadt Harzgerode im Harz in Sachsen-Anhalt.

## Lage
Sie befindet sich am linken, dem westlichen Hang des Selketales in einer etwas erhöhten Lage über der Ortsmitte von Alexisbad an der Kreisstraße 9. Südlich hiervon befand sich das 1984 abgerissene Haus Waldfrieden.

## Architektur und Geschichte
Die Villa wurde im Jahr 1870 im Auftrag eines Teilhabers des Kurbades Alexisbad im Stil des Spätklassizismus erbaut. Das in Fachwerkbauweise errichtete Gebäude ist mit einer Loggia versehen und verfügt an seiner Fassade über gesägten Zierrat. Der Zugang befindet sich mittig auf der dem Tal zugewandten Ostseite und ist über eine Freitreppe erreichbar.
Im örtlichen Denkmalverzeichnis ist die Villa unter der Erfassungsnummer 094 50093 als Baudenkmal verzeichnet.
Die Villa gilt als städtebaulich wirksam. Derzeit (Stand 2017) ist sie jedoch dicht umwachsen, leerstehend und sanierungsbedürftig.